# Carlos Bosch García
Carlos Bosch García (Barcelona, 22 de diciembre de 1919-Ciudad de México, 22 de febrero de 1994) fue un historiador, investigador, catedrático y académico español nacionalizado mexicano.
Sus áreas de investigación se centraron en temas precolombinos de México, de la Conquista de México, pero especialmente de la historia diplomática entre Estados Unidos y México.

## Biografía
Fue hijo de Josefina García Díaz y el historiador Pedro Bosch Gimpera. Comenzó sus estudios profesionales de historia en la Universidad de Barcelona pero tuvo que interrumpirlos por el inicio de la Guerra Civil Española. Se mudó a Francia y posteriormente a Inglaterra en donde ingresó a la Universidad de Oxford, pero nuevamente abandonó la carrera, esta vez, debido al inicio de la Segunda Guerra Mundial. Residió en Panamá y después se trasladó a la Ciudad de México en donde continuó sus estudios en El Colegio de México, en la Escuela Nacional de Antropología e Historia (ENAH) y en la Facultad de Filosofía y Letras de la Universidad Nacional Autónoma de México obteniendo un doctorado en 1960.
Fue profesor de historia en el Colegio Americano de México, en el Mexico City College, en la Facultad de Filosofía y Letras y en la Facultad de Ciencias Políticas y Sociales de la UNAM, en la Escuela Nacional de Antropología e Historia y en El Colegio de México.  
Fue investigador del Instituto de Investigaciones Históricas de la UNAM, director del Centro Interamericano de Libros Académicos. Fue nombrado miembro de número de la Academia Mexicana de la Historia en 1989, donde ocupó el sillón número 19. Estuvo casado con la historiadora del arte y académica Elisa Vargaslugo Rangel. 
Murió el 1 de agosto de 1994 en la Ciudad de México.

## Sus Premios y distinciones fueron
- Beca Guggenheim.
- Beca por la Fundación Rockefeller.
- Investigador Emérito por el Instituto de Investigaciones Históricas de la Universidad Nacional Autónoma de México en 1989.
- Premio Universidad Nacional en Docencia en Ciencias Sociales por la Universidad Nacional Autónoma de México, en 1991.

## Obras publicadas
- La esclavitud prehispánica entre los aztecas, en 1944.
- Material para la historia diplomática de México, en 1957.
- Relaciones entre México y Estados Unidos, en 1961.
- Latinoamérica. Una interpretación global de la dispersión en el siglo XIX, en 1978.
- México frente al mar: el conflicto histórico entre la novedad marinera y la tradición terrestre, en 1981.
- El mester político de Poinsett: noviembre de 1824 - diciembre de 1829, en 1983.
- Tres ciclos de navegación mundial se concentraron en América, en 1985.
- De las reclamaciones, la guerra y la paz: 1 de diciembre de 1843 - 22 de diciembre de 1848, en 1985.
- Problemas diplomáticos del México independiente, en 1986.
- Sueño y ensueño de los conquistadores, en 1987.
- La polarización regalista de la Nueva España, en 1990.
- El descubrimiento y la integración iberoamericana, en 1991.
- Documentos de la relación de México con los Estados Unidos, en cinco volúmenes, en 1992.
- México en la historia 1770-1865, en 1993.